# Husky Rescue
Husky Rescue é uma banda de música eletrônica de Helsinki, formada em 2002. A banda é formada por Marko Nyberg, Johanna Kalén and Antony Bentley.
Husky Rescue foi formada por Marko Nyberg, que começou a compor sobre o nome em 2002, querendo criar música cinemática influenciada por filmes, fotografia e pintura. Ele reconhece diretores de cinema como David Lynch e o compositor francês Erik Satie como suas influências. Enquanto gravava o album de lançamento Country Falls, Nyberg gravou por volta de vinte músicos e cantores para o album, cada um um amigo de Nyberg e todos radicados em Helsinki.

## Discografia

### Álbuns
- Country Falls (2004)
- Ghost Is Not Real (2007)
- Other World: Remixes and Rarities (2007)
- Ship of Light (2010)
- The Long Lost Friend (2013)

### Singles
- "Summertime Cowboy" (2004)
- "New Light of Tomorrow" (2004)
- "Sleep Tight Tiger" (2004)
- "City Lights" (2004)
- "My Home Ghost" (2006)
- "Diamonds in the Sky" (2006)
- "Nightless Night" (2007)
- "Caravan" (2007)
- "We Shall Burn Bright" (2009)
- "Sound of Love" (2010)
- "They Are Coming" (2010)
- "Far from the Storm" (2010)
- "Fast Lane" (2011)
- "Deep Forest Green" (2012)